# Notonyx gigacarcinicus
Notonyx gigacarcinicus is een krabbensoort uit de familie van de Goneplacidae. De wetenschappelijke naam van de soort is voor het eerst geldig gepubliceerd in 2006 door Clark & Ng.